# Tesia everetti
Tesia everetti é uma espécie de ave da família Cettiidae.
Apenas pode ser encontrada na Indonésia.